# Schefflera trevesioides
Schefflera trevesioides är en araliaväxtart som beskrevs av Hermann August Theodor Harms. Schefflera trevesioides ingår i släktet Schefflera och familjen araliaväxter.

## Underarter
Arten delas in i följande underarter:
- S. t. tomentosa
- S. t. trevesioides